# Produttore teatrale
Il produttore teatrale è quella figura, nel mondo del teatro, incaricata di sovrintendere a tutti gli aspetti del montaggio di una produzione teatrale.

## Ruolo

### Produttore indipendente
Il produttore indipendente è solitamente autore del copione nonché colui che dà avvio all'intero processo di produzione. È il produttore che cerca il regista, dopodiché si dedica ad equilibrare e coordinare gli aspetti finanziari al servizio della realizzazione creativa della visione del commediografo/drammaturgo e della sua stessa. Il suo ruolo può anche includere, ma non necessariamente, la scelta del cast, tuttavia quasi sempre il produttore ha potere di veto se il cast non è stato scelto da lui. Talvolta il produttore può essere responsabile di assicurare i fondi alla produzione, sia se ha una propria compagnia di produzione sia prendendo nella squadra degli investitori attraverso un accordo di associazione limitata; in questo modo il produttore stesso diviene Partner Generale, con responsabilità illimitata. Successivamente si passa al lavoro con gli agenti teatrali, alla negoziazione con i sindacati, alla ricerca di altro staff, alla sicurezza del teatro e della sala prove ed all'assicurazione dell'indennizzo dei lavoratori.
Sebbene sia solitamente il produttore il responsabile dell'ingaggio della squadra creativa, generalmente si consulta con il commediografo ed il regista che danno il benestare. Il produttore ingaggia anche il team di produzione, tra i quali un Direttore Generale, un Direttore di Produzione, un Direttore di Teatro, un Direttore Scenico eccetera, a sua discrezione. In molti casi al produttore si richiede di impiegare lo staff fornito dai proprietari del teatro stesso, sia per quanto riguarda il personale a contatto con il pubblico (come un direttore teatrale, un botteghino, delle maschere o altro) sia quello di backstage (macchinisti, elettricisti, carpentieri ecc).
Il produttore è il responsabile dell‘impostazione e del controllo del budget; decide i prezzi dei biglietti, le date e gli orari degli spettacoli, e sviluppa una strategia pubblicitaria e di marketing per la produzione. Una delle più grandi responsabilità del produttore, infatti, è l'ingaggio di un pubblicitario e di una squadra di marketing, selezionati solitamente prima che lo spettacolo sia lanciato.
Il produttore assume dei contabili e nella maggior parte dei casi dispone già di una rappresentanza legale, indispensabile per le responsabilità già menzionate. Tutti i conti, inclusi le paghe dello staff e le tasse, devono essere pagate anticipatamente, ed è così che il produttore sviluppa il budget. Il proprietario del teatro, fornendo i servizi di botteghino, entra nel giro di affari delle vendite dei biglietti. Se i risultati economici dello spettacolo non sono buoni e cadono al di sotto di un tetto minimo, probabilmente dovrà chiudere i battenti. Se questo non accade, spesso il produttore ottiene il 50% del profitto netto, mentre l'altro 50% viene spartito tra gli investitori o investito in un tour del medesimo spettacolo. Statisticamente, tuttavia, gli spettacoli con grandissimo successo ed altissimi profitti sono solo un'eccezione alla regola, poiché la produzione commerciale indipendente è un business ad alto rischio di perdite.

### Produttore non indipendente
Diverso tipo di produttore è quello non indipendente, chiamato anche "di linea", che è un realizzatore dei desideri di altre persone. Nella maggior parte dei casi, un teatro di repertorio, un festival, un'organizzazione no-profit o un'organizzazione amatoriale utilizzano un Amministratore Delegato, facendo ricadere le decisioni creative sulle spalle del Direttore artistico. Nei teatri in cui non figura un Amministratore Delegato, i Direttori Artistici spesso prendono il titolo di Direttore Artistico Produttivo o Direttore Artistico Delegato, ad indicare un maggior livello di responsabilità.
Nel mondo teatrale di Broadway, del West End di Londra o degli spettacoli in tour, ci si aspetta che i produttori siano parte integrante della squadra, ed il loro nome è posto addirittura prima del titolo dello spettacolo, ma più spesso molto produttori sono in realtà investitori, o i proprietari stessi dei teatri, e non hanno voce in capitolo nella produzione. Il credito di "produttore" è occasionalmente dato a persone che forniscono servizi importanti, quali quelli trovare un teatro dove mettere in scena l'opera o un attore di fama internazionale che ne sia protagonista, ma normalmente il credito di tali personalità è quello di "produttore associato".